# HD 162587
HD 162587，又名CD-3412203，SAO 209416、HR 6658，是一颗恒星，视星等为5.6，位于銀經355.72，銀緯-4.47，其B1900.0坐标为赤經17h 46m 42.9s，赤緯-34° -4.47′ 15″。